# Herzen im Sturm (1951)
Herzen im Sturm ist ein 1950 entstandenes deutsches Liebesfilmmelodram von Jürgen von Alten. In den Hauptrollen: die Schwedin Barbro Kollberg in ihrem einzigen deutschen Kinoausflug und der Hollywood-Heimkehrer Kurt Kreuger.

## Handlung
Der in Norddeutschland spielende Film zeigt die klassische Dreiecksgeschichte einer Frau zwischen zwei (in diesem Fall seit jeher befreundeten) Männern. Freya Christiansen, die Tochter eines alteingesessenen Werftbesitzers, wird immer schon von ihren beiden Jugendfreunden Jens Wulf und Trox Hansen begehrt. Nachdem sie sich für den geradlinigen Schiffsbauer Jens entschieden hat, ersinnt der zurückgewiesene Trox einen perfiden Plan, um seinen Nebenbuhler loszuwerden. Er verwickelt Jens in eine Schmuggelaffäre, aus der dieser nur mit Freyas Hilfe wieder herauskommt. Trox aber gerät immer tiefer in den kriminellen Sumpf und kommt schließlich in einem Feuergefecht mit der Polizei ums Leben. So können Freya und ihr vollends rehabilitierter Freund nun ihr gemeinsames Leben beginnen.

## Produktionsnotizen
Herzen im Sturm entstand 1950 in Hamburg und an der Nordseeküste und kam ohne Atelieraufnahmen aus. Der Film wurde am 6. April 1951 in Frankfurt am Main uraufgeführt.
Produzent Willie Hoffmann-Andersen übernahm auch die Produktionsleitung. Die spärlichen Filmbauten erschuf Christian Herrmann.

## Kritik
Im Lexikon des Internationalen Films heißt es vernichtend: „Liebe, Eifersucht, Schmuggel und die Reeperbahn in einem der kindischsten deutschen Nachkriegsfilme.“